# Épreville-en-Lieuvin
Épreville-en-Lieuvin är en kommun i departementet Eure i regionen Normandie i norra Frankrike. Kommunen ligger i kantonen Saint-Georges-du-Vièvre som tillhör arrondissementet Bernay. År 2022 hade Épreville-en-Lieuvin 199 invånare.

## Befolkningsutveckling
Antalet invånare i kommunen Épreville-en-Lieuvin
Referens:INSEE